# 신하쿠시마역
신하쿠시마역(일본어: 新白島駅, しんはくしまえき 신하쿠시마에키[*])은 히로시마현 히로시마시 나카구에 위치한 서일본 여객철도 · 히로시마 고속 교통의 철도역이다. 2015년 3월 14일에 개업하였으며, 서일본 여객철도 산요 본선과 히로시마 고속 교통 히로시마 신교통 1호선의 소속역이다.

## 타는 곳

### JR 서일본
상대식 승강장 2면 2선의 구조를 갖춘 고가역이며, 니시히로시마역이 관리하고 있는 역이다.
| 플랫폼 | 노선        | 방향   | 행선지                       |
| ------ | ----------- | ------ | ---------------------------- |
| 1      | ■ 산요 본선 | 하행선 | 미야지마구치 · 이와쿠니 방면 |
| 1      | ■ 가베 선   | 하행선 | 미도리이 · 가베 방면         |
| 2      | ■ 산요 본선 | 상행선 | 히로시마 · 미하라 방면       |

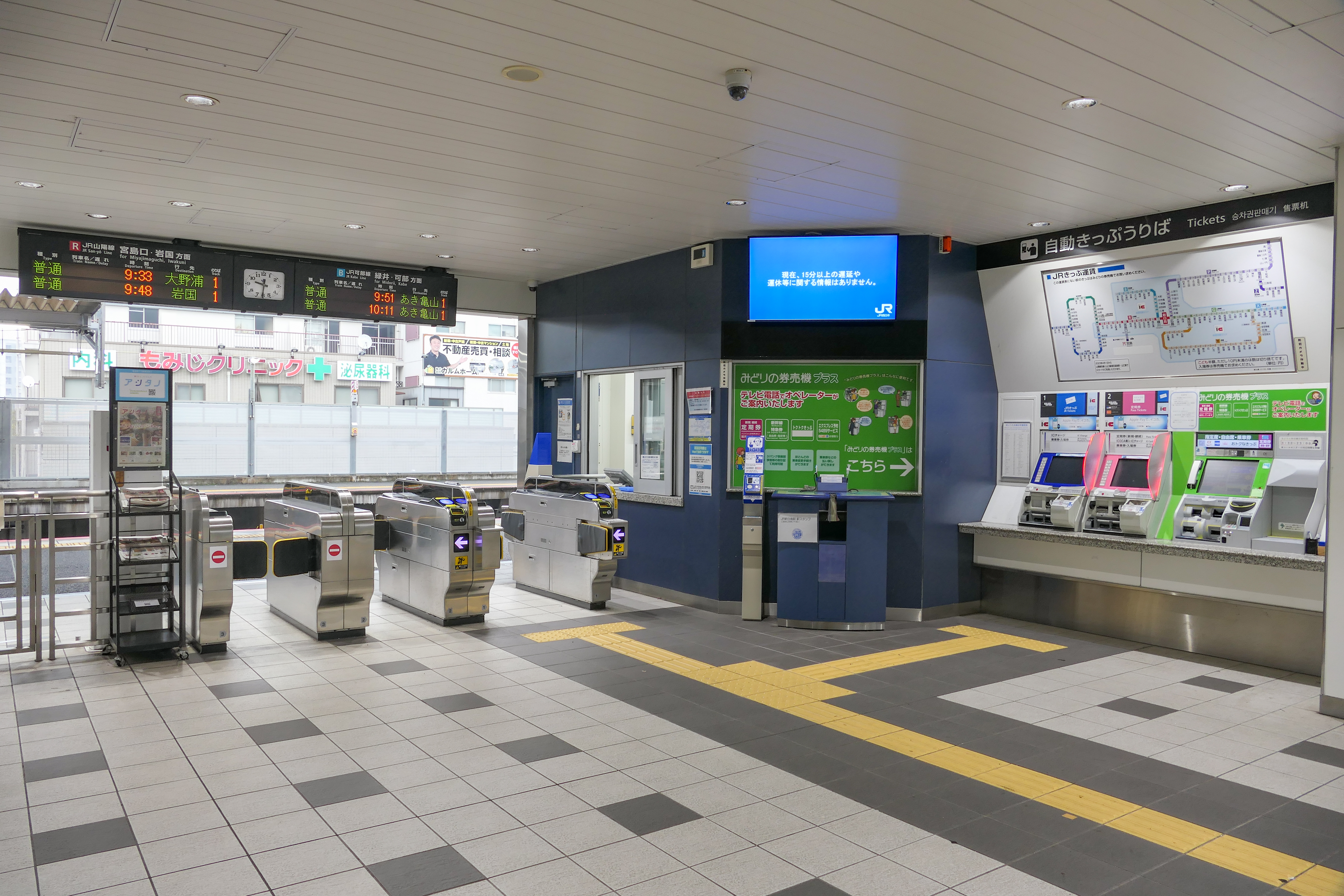
개찰구
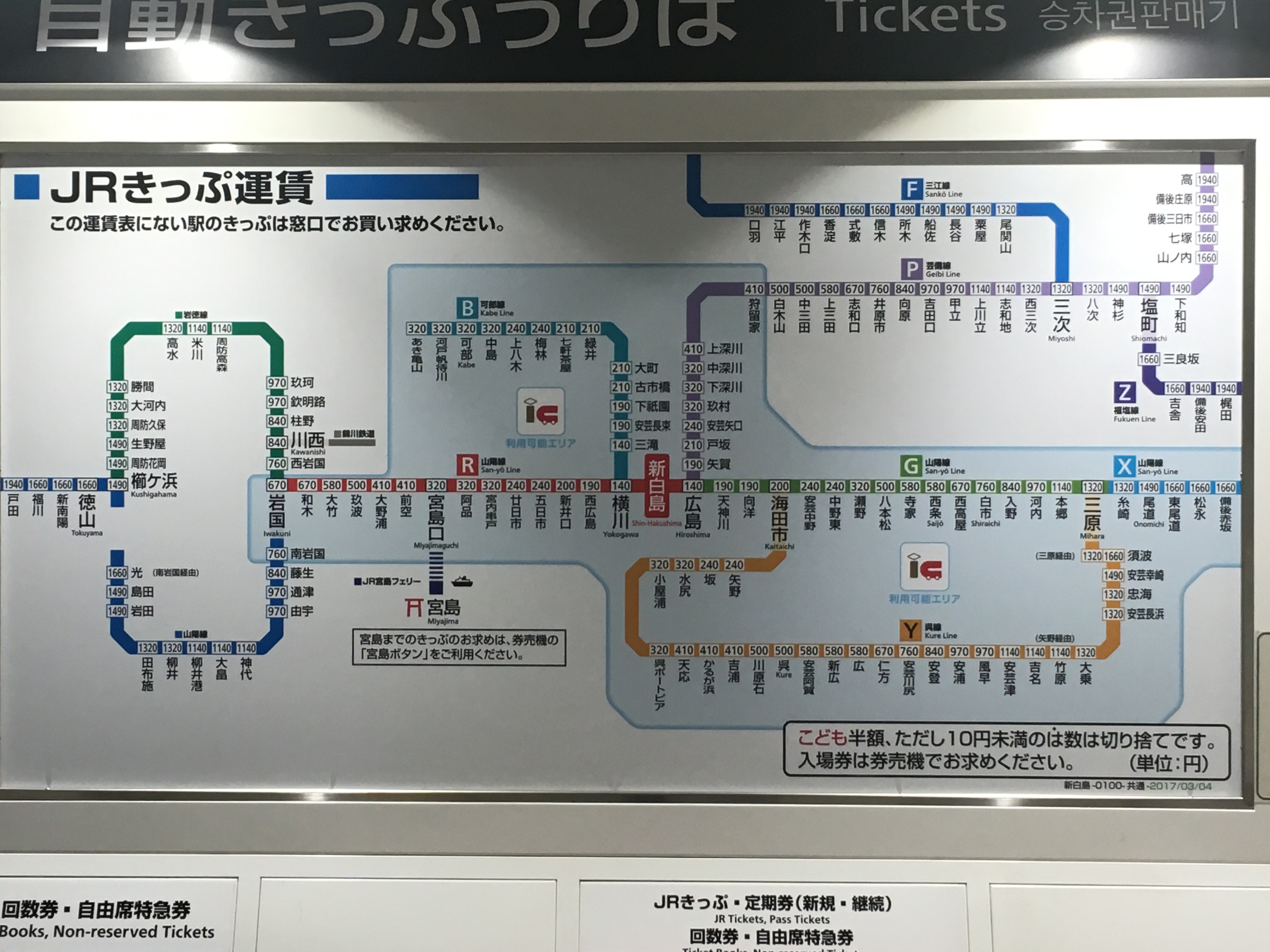
운임표

### 히로시마 고속 교통
섬식 승강장 1면 2선의 구조를 갖춘 반지하 형태의 철도 역사이다.
| 승강장 | 노선            | 목적지 | 방향                                  |
| ------ | --------------- | ------ | ------------------------------------- |
| 1      | ■ 아스트램 라인 | 하행   | 우시타 · 오마치 · 고이키코엔마에 방면 |
| 2      | ■ 아스트램 라인 | 상행   | 혼도리 방면                           |

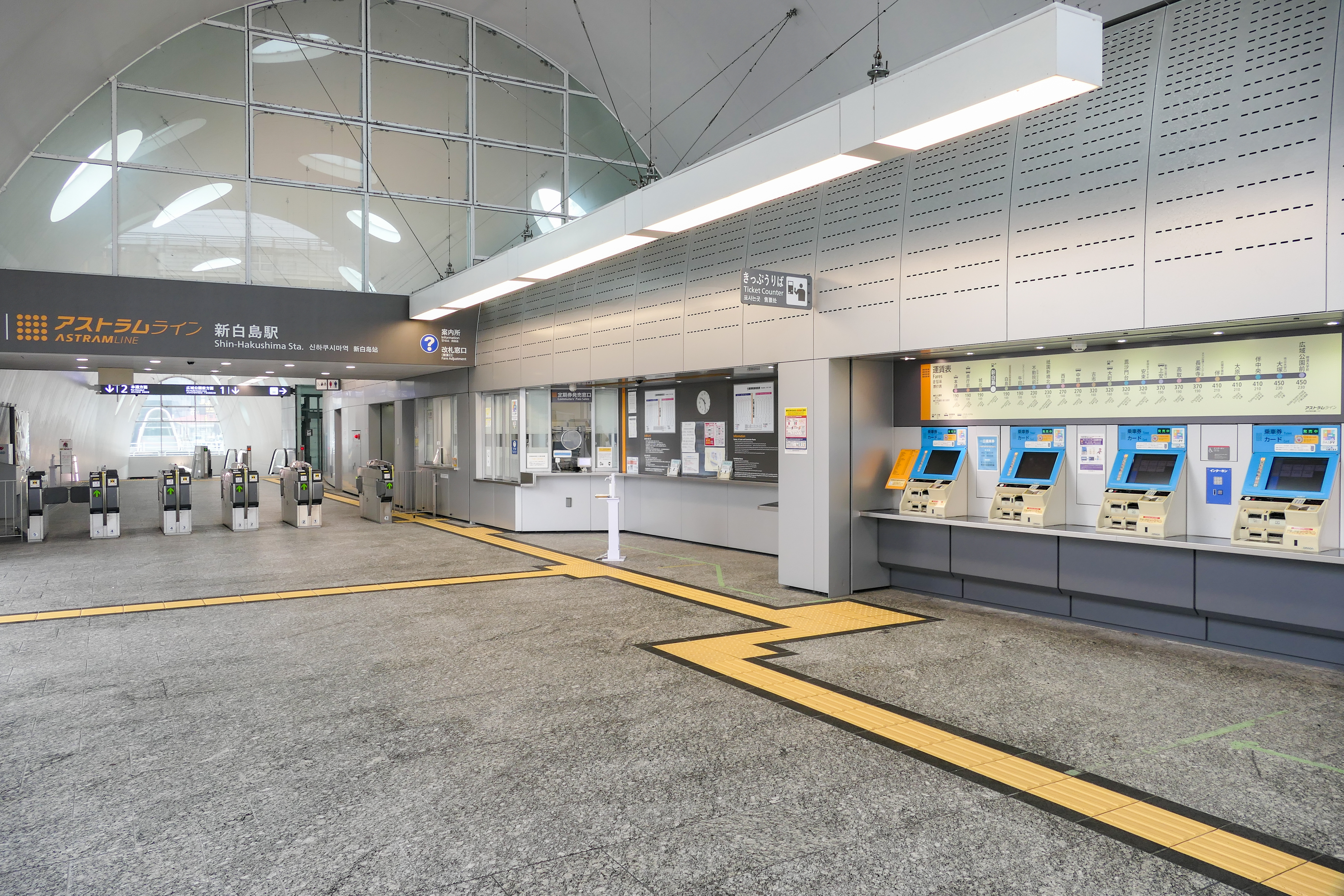
개찰구2
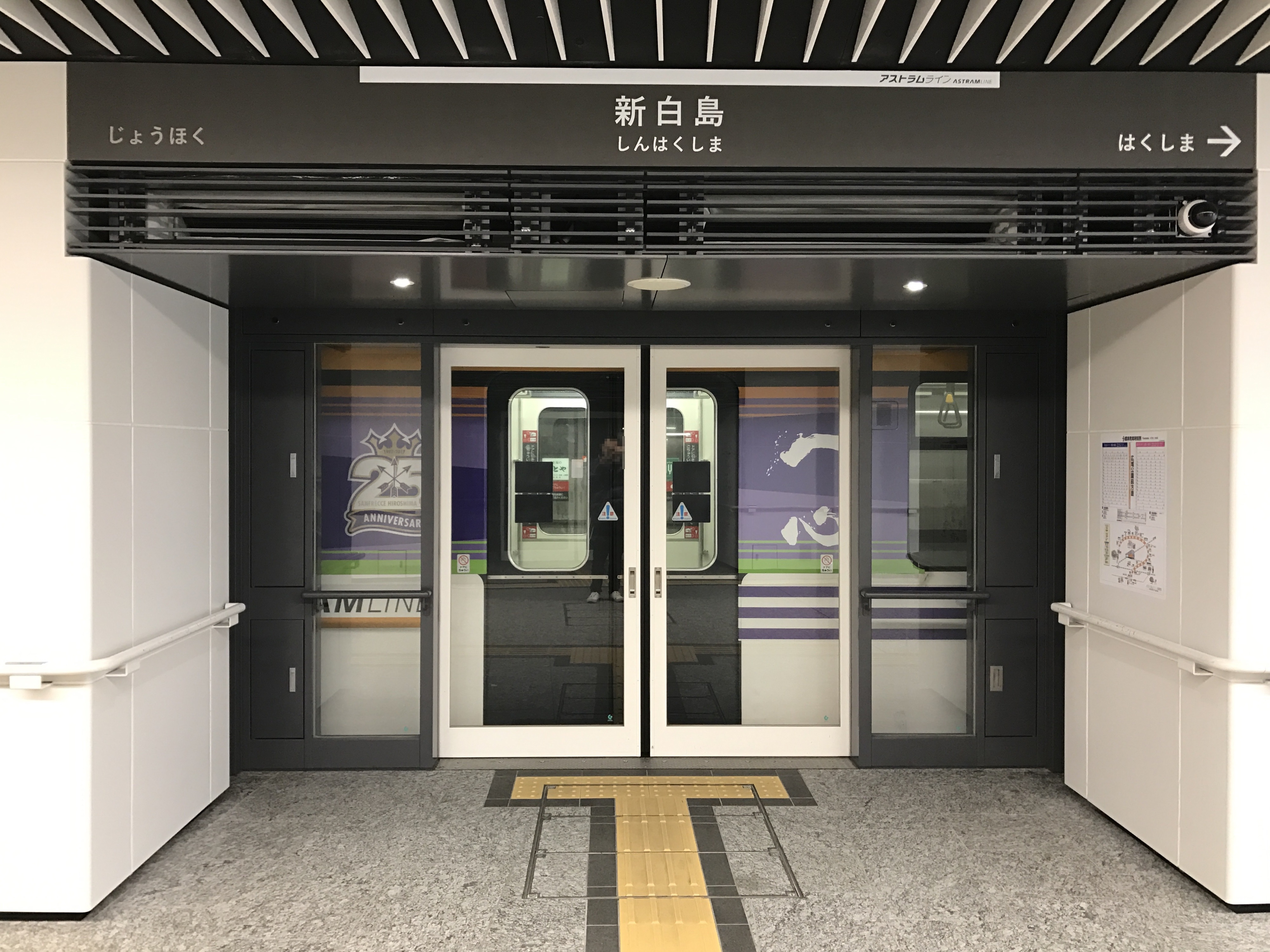
역명판
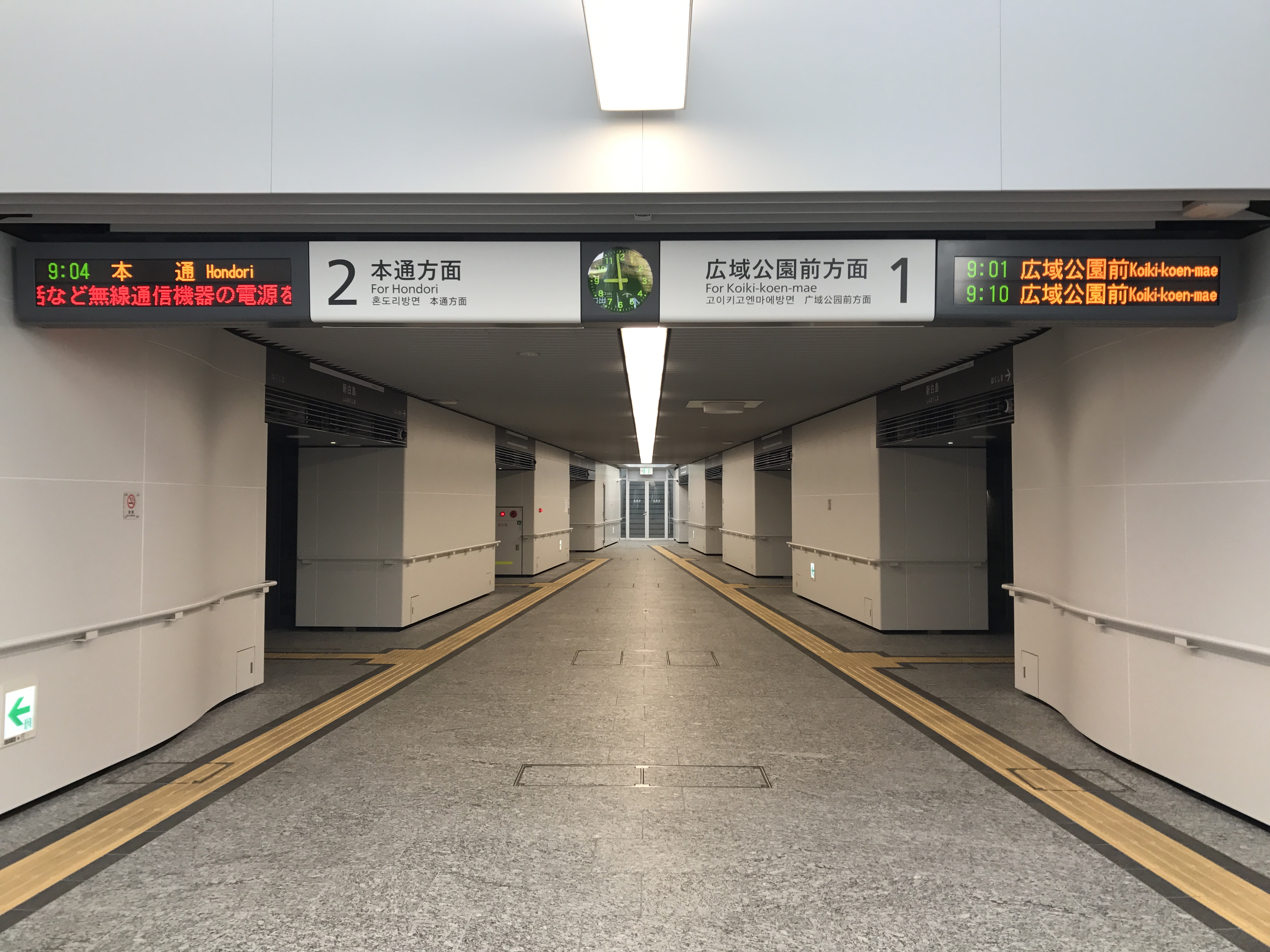
승강장

## 역 주변
- 국도 제54호선
- 히로시마성
- 주고쿠 방송
- 히로시마 홈 TV

## 역사
- 2003년 11월 : 일본 국토교통성 주고쿠 지방 정비국 · 주고쿠 운수국, 히로시마 시, 서일본 여객철도, 히로시마 고속 교통으로 구성하는 JR 신하쿠시마 역 설치 검토 협의회를 발족.
- 2010년
  - 4월 25일 · 4월 26일 : 히로시마 시가 하쿠시마 초등학교에서 신 역사 설치에 관한 지역 설명회를 개최.
  - 6월 18일 : 히로시마 시가 하쿠시마 신역 설계자 선정 경기 선고 위원회를 설치.
  - 11월 3일 : 히로시마 시가 7월 15일부터 공모했던 하쿠시마 신역 설계자 선정 경기의 결과, 의장 설계를 실러캔스 and 어소시에이트가, 상세 설계를 퍼시픽 컨설턴트가 만드는 것을 발표.
- 2012년
  - 2월 17일 : 히로시마 시는 하쿠시마 신역의 연결통로를 간소화해, 공사비를 약 6억엔 감소하는 것을 시의회 총괄질문에서 밝혀졌다. 추가 지반공사가 필요하게 되어, 더욱이 나라로부터 배연대책의 불충분함을 지적하게 돼 총공사비가 부풀어져, 그 억제에 느끼게 되었기 때문이다. 동시에 개업 예정이 2015년 봄으로 지연되었다.
  - 3월 8일 : JR 서일본이, 신 역사 설치에 대해서 주고쿠 운수국장에게 철도 공사법에 기초를 둔 사업 기본 계획의 변경 인가 신청.
  - 3월 29일 : 일본 국토교통성 주고쿠 운수국이 산요 본선 히로시마 · 요코가와 간의 신 역사 '하쿠시마 역' 설치를 인가.
  - 12월 22일 : 히로시마 시가 야스다 학원의 강당에서 주민 설명회를 진행했다.
- 2013년 1월 8일 : 역사 착공.
- 2014년
  - 10월 10일 : 역명이 '신하쿠시마 역'으로 하게 되었음이 발표되었다.
  - 12월 19일 : 히로시마 시, JR 서일본, 히로시마 고속 교통이 각각 역 개업일이 JR 다이어 개정일로 되는 2015년 3월 14일로 발표. JR 서일본은 2015년 3월 다이어 개정내용에 포함되어 발표했다.
- 2015년 3월 14일 : 개업.

## 인접 역
| 서일본 여객철도 산요 본선 · 가베 선      | 서일본 여객철도 산요 본선 · 가베 선   | 서일본 여객철도 산요 본선 · 가베 선 |
| ---------------------------------------- | ------------------------------------- | ----------------------------------- |
| 히로시마 고베 방면                       | ■ 쾌속 '통근 라이너' · ■ 보통         | 요코가와 모지 방면                  |
| 히로시마 고속 교통 히로시마 신교통 1호선 |                                       |                                     |
| 조호쿠 혼도리 방면                       | ■ 히로시마 신교통 1호선 아스트램 라인 | 하쿠시마 고이키코엔마에 방면        |